# 3910 Liszt
3910 Liszt (1988 SF) là một tiểu hành tinh vành đai chính được phát hiện ngày 16 tháng 9 năm 1988 bởi E. W. Elst ở Đài thiên văn Haute-Provence. Tiểu hành tinh được đặt tên theo tên của nhà soạn nhạc người Hungari là Ferenc Liszt.